# دينيس بريشينينكو
دينيس بريشينينكو (17 فبراير 1992 ببوتسدام في ألمانيا - ) هو لاعب كرة قدم أوكراني وألماني في مركز قلب الدفاع. شارك مع منتخب أوكرانيا تحت 16 سنة لكرة القدم ومنتخب أوكرانيا تحت 17 سنة لكرة القدم. أما مع النوادي، فقد لعب مع ريث روفرز وسسكا صوفيا وهارت أوف ميدلوثيان ويونيون برلين وFC Sevastopol ‏ ورويال وايت ستار بروكسل ‏.

## وصلات خارجية
- دينيس بريشينينكو على موقع اتحاد أوكرانيا (الإنجليزية)
- دينيس بريشينينكو على موقع قاعدة بيانات كرة القدم.إي يو (الإنجليزية)
- دينيس بريشينينكو على موقع Soccerbase.com (لاعب) (الإنجليزية)
- دينيس بريشينينكو على موقع Soccerway.com (الإنجليزية)
- دينيس بريشينينكو على موقع عالم كرة القدم.نت (الإنجليزية)